# Synagoga Wilker Shul w Łodzi
Synagoga Wilker Shul w Łodzi – nieistniejąca obecnie synagoga znajdująca się w Łodzi, przy ulicy Zachodniej 56 (obecnie po zmianie numeracji działek numer 70). Mieściła się w niej największa szkoła talmudyczna w Łodzi.
Synagoga została zbudowana w latach 1875–1878 po zezwoleniu władz okręgowych na wzniesienie kolejnej synagogi (poza późniejszymi granicami łódzkiego rewiru, czyli miejsca gdzie mogli mieszkać łódzcy Żydzi) pod nazwą Synagoga Nowego Miasta, choć ludność żydowska w większości przyjęła jej nazwę Wilker Shul. Nazwę tę zawdzięczała temu, że rejon miasta w którym ją wznoszono, od początku XIX w. był tak nazywany przez Żydów. Była to prywatna synagoga, wzniesiona przez przedsiębiorców: Daniela Dobranickiego i Dawida Prussaka.
Budynek synagogi orientowany na planie na planie kwadratu. Od strony frontowej umiejscowiona została trójdzielna kruchta, do której wchodziło się przez troje lub pięcioro wąskich drzwi. Flankowały ją prostokątne klatki schodowe ze schodami zabiegowymi prowadzącymi na empory obiegające z trzech stron salę modlitw. Elewacje boczne były czteroosiowe, w skrajnych zachodnich osiach znajdowały się boczne drzwi wejściowe. Elewacja wschodnia posiadała po bokach po trzy okna ujmujące środkową część ściany z Aron ha-kodesz. Dziewięcioosiowa fasada bóżnicy skomponowana została w duchu klasycznym: w poziomie dzielą ją szerokie profilowane gzymsy międzykondygnacyjne, w pionie szerokie boniowane pilastry. Boczne dwukondygnacyjne partie fasady wieńczyły trójkątne półszczyty ujmujące podwyższoną część centralną nakrytą trójkątnym frontonem. Gęsto posadowione okna i otwory drzwiowe w fasadzie na fotografiach z naszego wieku zamknięte są łukami podkowiastymi o charakterze orientalnym, kłócącymi się z klasyczną kompozycją architektoniczną całości. Jest to wynik przebudowy synagogi w pierwszych latach naszego stulecia. Prawdopodobnie pierwotnie otwory zamknięte były arkadowo.
Synagogę przebudowano w 1903 według projektu Gustawa Landau-Gutentegera. Budynek, pierwotnie na planie kwadratu, powiększono przedłużając salę modlitw w stronę wschodnią i dobudowując z tyłu aneks ze schodami na empory. Przebudowano także wejście główne od strony zachodniej. Obok synagogi od strony północnej powstała szkoła, gdzie działał ważny ośrodek studiów rabinicznych z ogromnym zbiorem ksiąg hebrajskich. Bożnicę podpalono dopiero w drugiej połowie 1940, gdyż w listopadzie 1939, gdy spłonęły inne łódzkie synagogi, hitlerowcy realizowali tam film propagandowy Der Ewige Jude (Wieczny Żyd).
Nie zachowała się tablica pamiątkowa ani inne ślady wcześniejszego istnienia synagogi. Obecnie w tym miejscu stoi modernistyczny budynek biurowy powstały w latach 50. XX w..